# Predrag Drobnjak
Predrag Drobnjak, né le 27 octobre 1975 à Bijelo Polje, est un joueur yougoslave puis serbo-monténégrin, puis monténégrin de basket-ball, évoluant au poste de pivot. Dans les compétitions internationales, il remporte deux titres de champion du monde en 1998, puis en 2002 avec l'équipe de Yougoslavie, et un titre de 
Championnat d'Europe en 2001.

## Biographie
Débutant avec le KK Partizan Belgrade, il est choisi lors de la Draft 1997 de la NBA par les Bullets de Washington, ses droits étant cédés ensuite aux SuperSonics de Seattle lors d'un transfert en échange de Bobby Simmons. Ce n'est toutefois qu'en 2001 qu'il rejoint la National Basketball Association (NBA), pour évoluer avec Seattle. Après deux saisons, 148 rencontres disputées pour des moyennes de 8,3 points, 3,7 rebonds et 0,9 passe en 21,6 minutes, il rejoint les Clippers de Los Angeles. Il joue une saison, 61 matchs et 6,3 points, 3,2 rebonds et 0,6 passe avant d'évoluer la saison suivante avec les Hawks d'Atlanta, 71 rencontres, pour des statistiques de 8,4 points, 4,3 rebonds et 0,7 passe.
Non conservé par Atlanta, il signe un contrat de trois ans avec le club espagnol de Tau Vitoria. Il retrouve ensuite le Partizan Belgrade, avant d'évoluer avec Akasvayu Girona, les clubs turcs de Beşiktaş JK et Efes Pilsen puis les clubs grecs de PAOK Salonique et Iraklis Salonique.
Débutant dans les compétitions internationales sous le maillot de l'équipe de Yougoslavie, où il dispute des compétitions de jeunes, il remporte avec celle-ci le titre de champion du monde en 1998. Il dispute les Jeux olympiques de 2000, compétition terminée à la sixième place, et remporte le titre de Championnat d'Europe en 2001 avant de conserver le titre mondial en s'imposant en 2002. Il joue ensuite sous le maillot de la Serbie-et-Monténégro, terminant sixième du Championnat d'Europe 2003 puis onzième des Jeux olympiques de 2004. Drobnjak évolue ensuite avec le Monténégro, participant à l'accession de cette équipe à la division A du championnat d'Europe en 2009, puis aux qualifications pour le Championnat d'Europe 2011 disputées en 2010.

## Clubs
- 1992–1998 :  KK Partizan Belgrade
- 1998–2001 :  Efes Pilsen İstanbul
- 2001–2003 :  SuperSonics de Seattle (NBA)
- 2003–2004 :  Clippers de Los Angeles (NBA)
- 2004–2005 :  Hawks d'Atlanta (NBA)
- 2005–2006 :  Tau Vitoria
- 2006-2007 :  KK Partizan Belgrade
- 2007 :  Akasvayu Girona
- 2007-2008 :  Beşiktaş JK
- 2008-2009 :  Efes Pilsen
- 2009-2010 :  PAOK Salonique
- 2011 :  Iraklis Salonique

## Palmarès

### Sélection nationale
- Championnat du monde masculin de basket-ball
  -  Médaille d'or au Championnat du monde 1998 en Grèce
  -  Médaille d'or au Championnat du monde 2002 aux États-Unis
- Championnat d'Europe
  -  Médaille d'or au Championnat d'Europe 2001 en Turquie
  - 6e au Championnat d'Europe 2003 en Suède